# سيتون لويد
سيتون لويد (بالإنجليزية: Seton Howard Frederick Lloyd)‏ (1902 - 1996 م) هو عالم آثار إنكليزي.
عالم اثار إنكليزي، مدير مدرسة الاثار البريطانية في العراق، ومدير مؤسسة الاثار البريطانية في انقرة (1948-1961)، وبرفسور الاثار الغربية الاسيوية في جمعية الاثار البريطانية جامعة لندن (1962-1969)، تخرخ من مدرسة في اوبنغهام ثم درس العمارة في لندن وتخرج كمعماري كفوء عام 1926، وكانت تجربته الاثرية الأولى في تل العمارنة في مصر، التي كانت تحت يد (هنري فرانكفورت) الذي كان ينقب فيها لاجل بحوث تخص الجمعية الاستكشافية المصرية، وفي عام 1930 قام فرانكفورت بدعوة لويد لمشاريع تنقيبية أخرى لاحقة، تحت رعاية المؤسسة الشرقية لجامعة شيكاغو، فكانت سلسة تنقيبات في وادي ديالى (1930-1937)، وفي الفترة بين (1937-1939) قام باعمال تنقيبية مع (جون سارستانغ ميرسين) في جنوب تركيا لصالح جامعة ليفربول، وفي عام 1939 تم تعيين لويد كمستشار الاثار لادارة استخراج الاثار القديمة في العراق، حيث ساعد في تأسيس متحف العراق واعادة ترتيب متحف غيرترود بيل، كما درّس العديد من الاثاريين العراقيين وشاركهم في العديد من التنقيبات المهمة (كالعقير، اريدو، خورسباد الاشورية، وفي تنقيبات القناة المائية الاشورية التي تخص الملك سنحاريب في جيروان)، وقد تفوق لويد على (ماكس ملوان) في رئاسة المدرسة الاثارية البريطانية في العراق، وفي عام 1948 أصبح لويد مدير الجمعية الاثارية البريطانية في انقرا، ومن أهم مؤلفاته: اثار بلاد الرافدين من العصر الحجري القديم حتى الاحتلال الفارسي، وفن الشرق الادنى القديم.
من آثاره التي نقلت إلى العربي:
- «آثار بلاد الرافدين من العصر الحجري القديم حتى الاحتلال الفارسي»، ترجمة سامي سعيد الأحمد (بغداد 1980 م).[1]
- «فن الشرق الأدنى القديم». ترجمة محمد درويش. بغداد، دار المأمون للترجمة والنشر، مطابع دار الحرية للطباعة (1988 م).